# フィンランド独立宣言

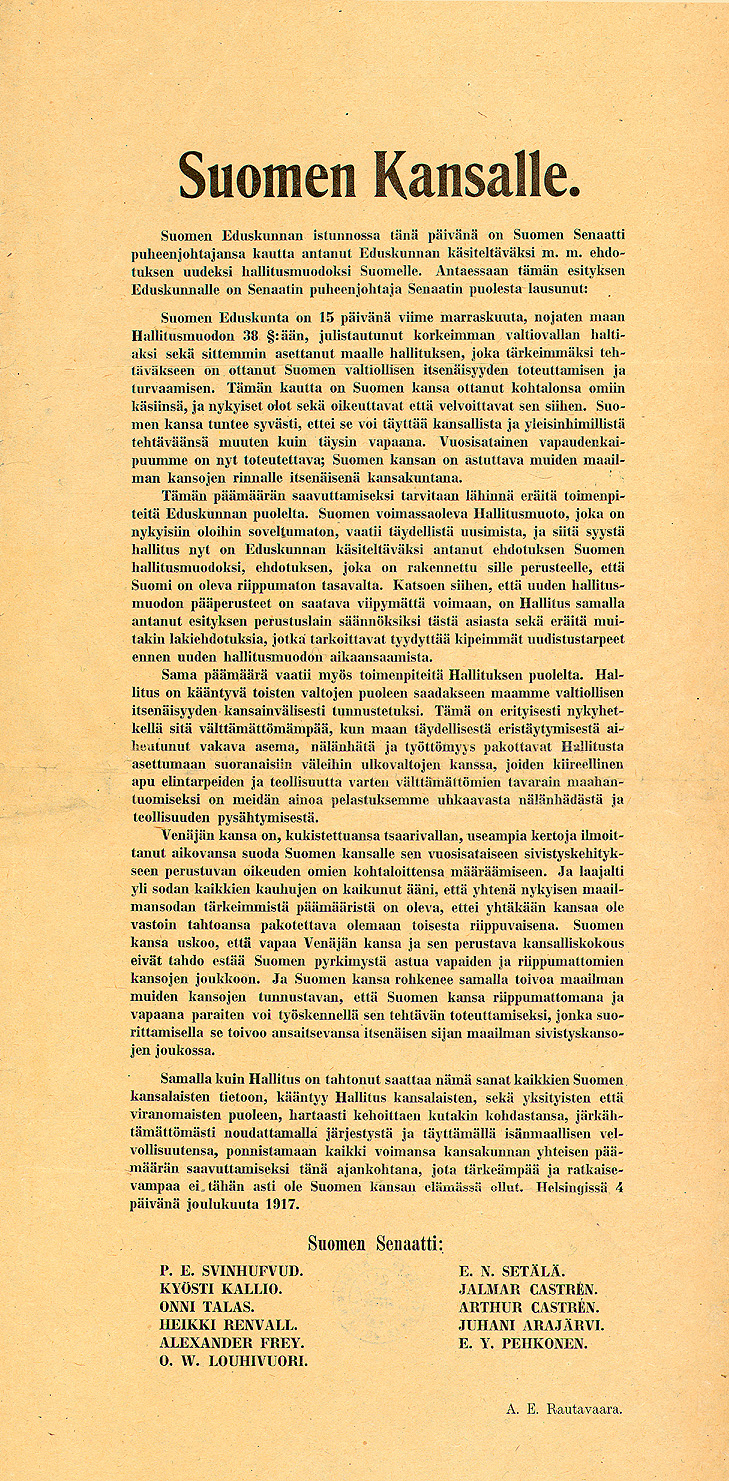
独立宣言書

フィンランド独立宣言（フィンランドどくりつせんげん）は、1917年12月6日にフィンランドで採択された独立宣言。フィンランドの立憲君主制国家としてのロシア帝国からの独立と、完全自治を宣言した。

## ロシア革命
1917年、ロシア帝国内で2月革命が起こり、また、レーニンの率いるボリシェヴィキの10月革命が起きると、フィンランド大公国の中でも独立の望みに火がつくこととなった。ヘルシンキの視点から見れば、ニコライ2世が1917年3月15日に退位したときにロシアとフィンランドは同君連合の法律上の基盤を失った。
その結果、同年11月5日、議会はフィンランド憲法、正確にはグスタフ3世の無血革命の後に議会に制定された1772年のスウェーデン憲法第38条に基づいて、それ自体がフィンランドの「最高国家権力の保有者」であると宣言した。
1917年11月15日、ボリシェヴィキは完全な分離の権利を含む「ロシア民族権利宣言」として、一般的な自決権を宣言した。同日、フィンランド政府は臨時的に、フィンランドの全権君主であるフィンランド大公に自治権を持たせるという宣言を発布した。
しかしながら旧来のスウェーデン憲法はもう既に適切なものとは考えられていなかった。主な団体は、長期に君主制と遺伝的な王統を保持するのは古めかしいと考えており、フィンランドの共和政体を支持した。
議会が11月に新たに制定したフィンランド上院は、12月4日に新しい共和制の憲法を提案するために議会に戻った。独立宣言の提案を序文の形式で法律上に与え、議会は承認する予定とした。

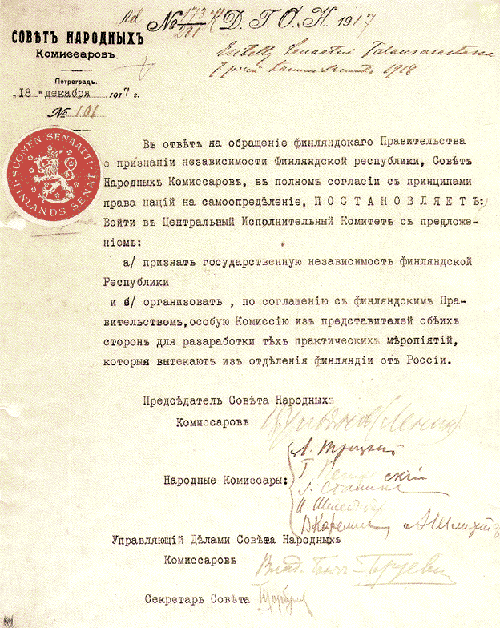
レーニン率いるボルシェヴィキ政府のフィンランド独立承認書

12月18日、ロシア政府はフィンランドの独立を認識した上で法令を発布、また、12月22日にはフィンランドの独立がロシア・ソビエト共和国中央執行委員会（VTsIK）によって承認された。

## 独立宣言
11月15日の独立宣言について宣言は
| 「 | フィンランドの人々は自らの手でこの一歩を、運命を勝ち取った。この一歩は現状に対して正当で、現状に要求されているものである。フィンランドの人々は自らの国家を持たず、自治を持たなければ国際的義務を果たせないと深く感じている。自由に関する願望をもって一世紀、我々はようやく願いをかなえることが出来た。フィンランドの人々は自由な国家として世界の他の国々との間で歩を進めていく。 (中略) フィンランドの民衆は世界の他の国々が彼らの独立と自由の中で、フィンランド民衆が文明的な人々の間に自らの場所を勝ち取り、目的を満たすために最善を尽くすという事をどのように認識するか、確信をもってあえて待っている。 | 」 |

としている。

## 宣言後
一般の人々は窮乏に苛まれ、これらの結果は一般人の中に非常な対立化を促した。そして、フィンランドは内戦へと突入していくのである。独立宣言も実際にこの問題を述べている。
| 「 | 政府は、我々の政治的独立の認識を求めるために外国と交渉する。現在の対外的孤立から起こる全ての紛糾、飢饉、失業によって政府が即刻外国との直接的接触をすることを危急の課題としている。緊急の課題は具体的には生活と工業に必要物質を形作る支援をする事であり、これは差し迫る飢饉と産業停止に対してできる我々の唯一の援助である。 | 」 |

12月6日に議会は独立宣言を採用した。この日は現在においてもフィンランドの独立記念日であり祝日となっている。

## 各国の独立承認日
| ロシア・ソビエト共和国       | 1918年 1月4日   |
| フランス                     | 1918年 1月4日   |
| スウェーデン                 | 1918年 1月4日   |
| ドイツ帝国                   | 1918年 1月4日   |
| ギリシャ                     | 1918年 1月5日   |
| ノルウェー                   | 1918年 1月10日  |
| デンマーク                   | 1918年 1月10日  |
| スイス                       | 1918年 1月11日  |
| オーストリア・ハンガリー帝国 | 1918年 1月13日  |
| オランダ                     | 1918年 1月28日  |
| スペイン                     | 1918年 2月21日  |
| オスマン帝国                 | 1918年 2月21日  |
| ブルガリア                   | 1918年 2月27日  |
| アルゼンチン                 | 1918年 5月11日  |
| ペルシャ                     | 1918年 7月23日  |
| シャム                       | 1918年 10月9日  |
| ポーランド                   | 1919年 3月8日   |
| イギリス                     | 1919年 5月6日   |
| アメリカ合衆国               | 1919年 5月7日   |
| 日本                         | 1919年 5月23日  |
| ベルギー                     | 1919年 6月10日  |
| チリ                         | 1919年 6月17日  |
| ペルー                       | 1919年 6月23日  |
| イタリア                     | 1919年 6月27日  |
| ウルグアイ                   | 1919年 8月18日  |
| リヒテンシュタイン           | 1919年 10月27日 |
| ポルトガル                   | 1919年 12月19日 |
| ブラジル                     | 1919年 12月26日 |
| コロンビア                   | 1919年 12月31日 |
| ルーマニア                   | 1920年 4月8日   |
| ベネズエラ                   | 1920年 4月18日  |
| パナマ                       | 1920年 5月17日  |
| エクアドル                   | 1920年 6月25日  |
| ハンガリー                   | 1920年 8月23日  |
| パラグアイ                   | 1921年 6月3日   |
| ルクセンブルク               | 1921年 10月25日 |
| ユーゴスラビア               | 1922年 7月27日  |
| アフガニスタン               | 1928年 7月17日  |
| アルバニア                   | 1928年 12月1日  |

## 独立後
バルト三国のエストニア、ラトビア、リトアニアもほぼ同時期にロシア帝国からの独立を宣言している。しかし、バルト三国の独立は少し遅れ、ドイツとロシア・ソビエト共和国との間に問題が起こったため、独立に際してエストニア独立戦争、ラトビア独立戦争、リトアニア独立戦争が起こっている。また、これらの3国は後世においてソ連に占領され、併合された。
一方フィンランドは冬戦争と、継続戦争の二度に渡りソ連と戦争状態に陥り、幾らかの土地をソ連に奪われるも、その後の独立を維持していった。

## 現在
2007年、フィンランド独立宣言90周年で、主なモチーフとして高価値の記念発行硬貨に近年選ばれた5ユーロ硬貨が造幣された。裏には岩面彫刻美術が表されており、表面にはフィンランドの特徴である共同作業のシンボルとしてこぎ手と9つのオールがかかれたボートが書かれている。また100ユーロ金貨も製造された。こちらは音符が目立っており、フィンランドのzitherin stringsがコインに書かれている。